# Степной сельсовет (Ташлинский район)
Степной сельсовет — сельское поселение в Ташлинском районе Оренбургской области Российской Федерации.
Административный центр — посёлок Степной.

## История
Статус и границы сельского поселения установлены Законом Оренбургской области от 2 сентября 2004 года № 1424/211-III-ОЗ «О наделении муниципальных образований Оренбургской области статусом муниципального района, городского округа, городского поселения, установлении и изменении границ муниципальных образований».

## Население
| 2010  | 2012  | 2013  | 2014  | 2015  | 2016  | 2017  |
| ----- | ----- | ----- | ----- | ----- | ----- | ----- |
| 1671  | ↘1662 | ↗1665 | ↘1634 | ↘1615 | ↘1612 | ↘1591 |
| 2018  | 2019  | 2020  | 2021  |       |       |       |
| ↘1585 | ↘1536 | ↘1520 | ↘1507 |       |       |       |

## Состав сельского поселения
| № | Населённый пункт | Тип населённого пункта          | Население |
| - | ---------------- | ------------------------------- | --------- |
| 1 | Жирнов           | посёлок                         | 305       |
| 2 | Западный         | посёлок                         | 196       |
| 3 | Степной          | посёлок, административный центр | 1170      |